# Formação Tombador
A Formação Tombador é uma das formações geológicas  que, junto às formações Caboclo e Morro do Chapéu, compõem o Grupo Chapada Diamantina do Supergrupo Espinhaço e que caracterizam a Chapada Diamantina, região central do estado brasileiro da Bahia. No Supergrupo as formações, da base para o topo, estão na seguinte ordem: Tombador, Caboclo e Morro do Chapéu.
Está numa altitude entre 620-180 m e é formada por "metarenitos e metaconglomerados de ambiente continental costeiro de mar baixo, associam-se leques aluviais, fluvial entrelaçado e eólicas".
Nos chamados "Gerais da Estiva", que se estendem da localidade de Afrânio Peixoto (em Lençóis) para o norte, na área em que predomina a Formação Caboclo, os rios que ali drenam "possuem vales com encostas íngremes que entalham profundamente essa formação, em alguns casos chegando a expor a Formação Tombador". As serras do Sincorá e do Bastião, que atingem altitudes de até 1 700 metros, se desenvolvem sobre essa formação.
Segundo o Plano Diretor de Recursos Hídricos (Bacia dos Rios Verde e Jacaré, Margem Direita do Lago de Sobradinho), de 1995, "este pacote sedimentar repousa discordantemente sobre as litologias do Grupo Paraguaçu, com exceção da borda oriental da Chapada Diamantina, onde repousa diretamente sobre o embasamento Arqueano. É constituído predominantemente por conglomerados, arenitos e siltitos".